# Marselino Ferdinan
Marselino Ferdinan Philipus (sinh ngày 9 tháng 9 năm 2004) là một cầu thủ bóng đá chuyên nghiệp người Indonesia hiện đang thi đấu ở vị trí tiền vệ tấn công hoặc tiền vệ cánh cho câu lạc bộ EFL Championship Oxford United và đội tuyển bóng đá quốc gia Indonesia.
Marselino bắt đầu sự nghiệp cầu thủ chuyên nghiệp với Persebaya Surabaya vào năm 2021 sau khi trưởng thành từ hệ thống đào tạo trẻ của câu lạc bộ. Trong mùa giải đầu tiên, anh nhanh chóng trở thành cầu thủ đá chính thường xuyên tại Persebaya, giành giải thưởng "cầu thủ trẻ xuất sắc nhất" tại giải vô địch quốc gia Indonesia và được tạp chí The Guardian bình chọn là một trong 60 cầu thủ trẻ tài năng và triển vọng nhất thế giới trong cùng năm đó. Anh gia nhập câu lạc bộ Deinze của Bỉ vào tháng 2 năm 2023. Sau một năm rưỡi thi đấu cho Deinze, anh gia nhập Oxford United theo dạng chuyển nhượng tự do vào năm 2024.
Marselino đã thi đấu cho Indonesia ở nhiều cấp độ tuyển trẻ khác nhau, giành hạng ba chung cuộc tại Giải vô địch bóng đá U-15 Đông Nam Á 2019 và giành huy chương đồng tại SEA Games 31, huy chương vàng SEA Games 32. Anh có trận ra mắt ở cấp độ đội tuyển quốc gia vào năm 2022, trở thành cầu thủ trẻ thứ hai có trận đấu ra mắt tuyển Indonesia. Marselino đã ghi bàn thắng đầu tiên cho đội tuyển quốc gia tại Vòng loại Cúp bóng đá châu Á 2023, trở thành cầu thủ ghi bàn trẻ nhất của đội tuyển Indonesia trong lịch sử.

## Sự nghiệp câu lạc bộ

### Persebaya Surabaya
Marselino được đôn lên đội một của Persebaya Surabaya ở mùa giải Liga 1 2021–22 vài ngày sau sinh nhật lần thứ 17, sau hai năm thi đấu cho các cấp độ đội trẻ của câu lạc bộ. Anh có trận đấu ra mắt vào ngày 12 tháng 9 năm 2021 tại Liga 1, khi Persebaya giành chiến thắng 3–1 trước Persikabo 1973. Vào ngày 6 tháng 11 năm 2021, anh ghi bàn thắng đầu tiên tại giải vô địch quốc gia và giúp đội nhà tránh khỏi thất bại, trong trận hòa 2–2 trước Arema. Vào ngày 4 tháng 12 năm 2021, anh ghi bàn mở tỷ số trong hiệp một và có một pha kiến tạo cho Taisei Marukawa, trong chiến thắng 2–0 của Persebaya trước Barito Putera tại Sân vận động Manahan.
Vào ngày 5 tháng 1 năm 2022, Marselino kiến tạo một bàn thắng nữa cho Samsul Arif ngay đầu hiệp một, và ghi bàn ở hiệp hai trong chiến thắng 3–1 của Persebaya trước Bali United. Chín ngày sau, anh góp công vào chiến thắng 2–1 của Persebaya trước PSM Makassar, ghi bàn ở phút 55. Vào ngày 23 tháng 8, Marselino ghi bàn thắng duy nhất trong chiến thắng 1–0 trên sân nhà trước PSIS Semarang tại Sân vận động Gelora Bung Tomo, và được bình chọn là "Cầu thủ xuất sắc nhất trận".
Vào ngày 18 tháng 1 năm 2023, Marselino lập cú đúp bàn thắng cho câu lạc bộ trong chiến thắng 5–0 trên sân khách trước Persita Tangerang.

### Deinze
Vào ngày 1 tháng 2 năm 2023, Marselino chính thức gia nhập câu lạc bộ thuộc giải hạng Nhì Bỉ, Deinze, theo hợp đồng có thời hạn một năm rưỡi. Marselino có trận ra mắt cho Deinze khi gặp đối thủ Jong Genk vào ngày 25 tháng 2, vào sân thay cho Jellert Van Landschoot ở phút 80.
Marselino ghi bàn thắng đầu tiên và duy nhất tại giải hạng Nhì cho Deinze vào ngày 22 tháng 4 năm 2023 trong chiến thắng 3–1 trước Virton.

### Oxford United
Vào ngày 19 tháng 8 năm 2024, câu lạc bộ đang thi đấu tại Giải bóng đá hạng nhất Anh Oxford United thông báo rằng Marselino đã ký hợp đồng có thời hạn hai năm và được trao chiếc áo số 28.
Vào ngày 11 tháng 1 năm 2025, Marselino có trận ra mắt cho Oxford United trong trận đấu ở vòng 3 Cúp FA 2024–25 gặp Exeter City. Anh vào sân thay người ở phút 89 trong trận thua 1–3.

## Sự nghiệp quốc tế

### Đội trẻ
Marselino lần đầu tiên được triệu tập thi đấu cho các cấp độ đội tuyển trẻ Indonesia ở tuổi 14, khi anh ra mắt đội tuyển U-15 Indonesia, trong trận đấu với U-15 Việt Nam tại Giải vô địch bóng đá U-15 Đông Nam Á 2019. Ở trận này, Marselino đã ghi bàn thắng đầu tiên của anh trong các trận đấu quốc tế thuộc các cấp độ tuyển Indonesia và giúp U-15 Indonesia giành chiến thắng 2–0. Ở cấp độ U-20, Marselino cũng được triệu tập vào đội tuyển U-20 Indonesia tham dự Vòng loại Cúp bóng đá U-20 châu Á 2023. Vào ngày 16 tháng 9 năm 2022, anh lập cú đúp vào lưới U-20 Hồng Kông.
Vào tháng 10 năm 2021, Marselino được gọi lên tuyển U-23 Indonesia cho các trận giao hữu với U-23 Tajikistan và U-23 Nepal trong quá trình chuẩn bị tại Tajikistan cho vòng loại U-23 châu Á năm 2022. Vào ngày 26 tháng 10, anh có trận ra mắt chính thức ở cấp độ tuyển U-23 khi vào sân thay người trong trận thua 2–3 trước U-23 Úc tại Vòng loại Cúp bóng đá U-23 châu Á 2022.
Marselino là thành viên của đội U-23 Indonesia giành huy chương đồng tại môn bóng đá nam SEA Games 31 diễn ra tại Việt Nam vào năm 2022, anh chơi 6 trận và ghi 2 bàn. Một năm sau, Marselino lại được gọi lên đội tuyển U-22 quốc gia tham dự môn bóng đá nam SEA Games 32 tại Campuchia, tại giải này anh ghi hai bàn và giúp đội giành huy chương vàng lần đầu tiên sau 32 năm.
Marselino cũng là thành viên U-23 Indonesia tham dự Giải vô địch bóng đá U-23 châu Á 2024. Vào ngày 21 tháng 4 năm 2024, Marselino lập cú đúp vào lưới U-23 Jordan trong trận đấu cuối cùng của vòng bảng, giúp tuyển U-23 Indonesia lọt vào tứ kết ngay lần đầu dự giải. Tại giải đấu này Marselino và đồng đội giành hạng tư chung cuộc và lọt vào trận play-off liên lục địa tranh vé dự Olympic Paris 2024 nhưng thua trước U-23 Guinée.

### Đội tuyển quốc gia
Vào tháng 1 năm 2022, Marselino được triệu tập vào đội tuyển quốc gia Indonesia tham dự hai trận giao hữu với Đông Timor tại Bali. Anh có trận ra mắt đội tuyển quốc gia vào ngày 27 tháng 1 năm 2022, trong trận giao hữu đầu tiên với đối thủ này và kết thúc với chiến thắng 4–1 cho Indonesia. Anh trở thành cầu thủ trẻ thứ hai của Indonesia ra sân trong một trận chính thức cho đội tuyển quốc gia ở tuổi 17 năm 4 tháng 18 ngày, chỉ sau Ronaldo Kwateh, người cũng ra mắt trong cùng trận đấu.

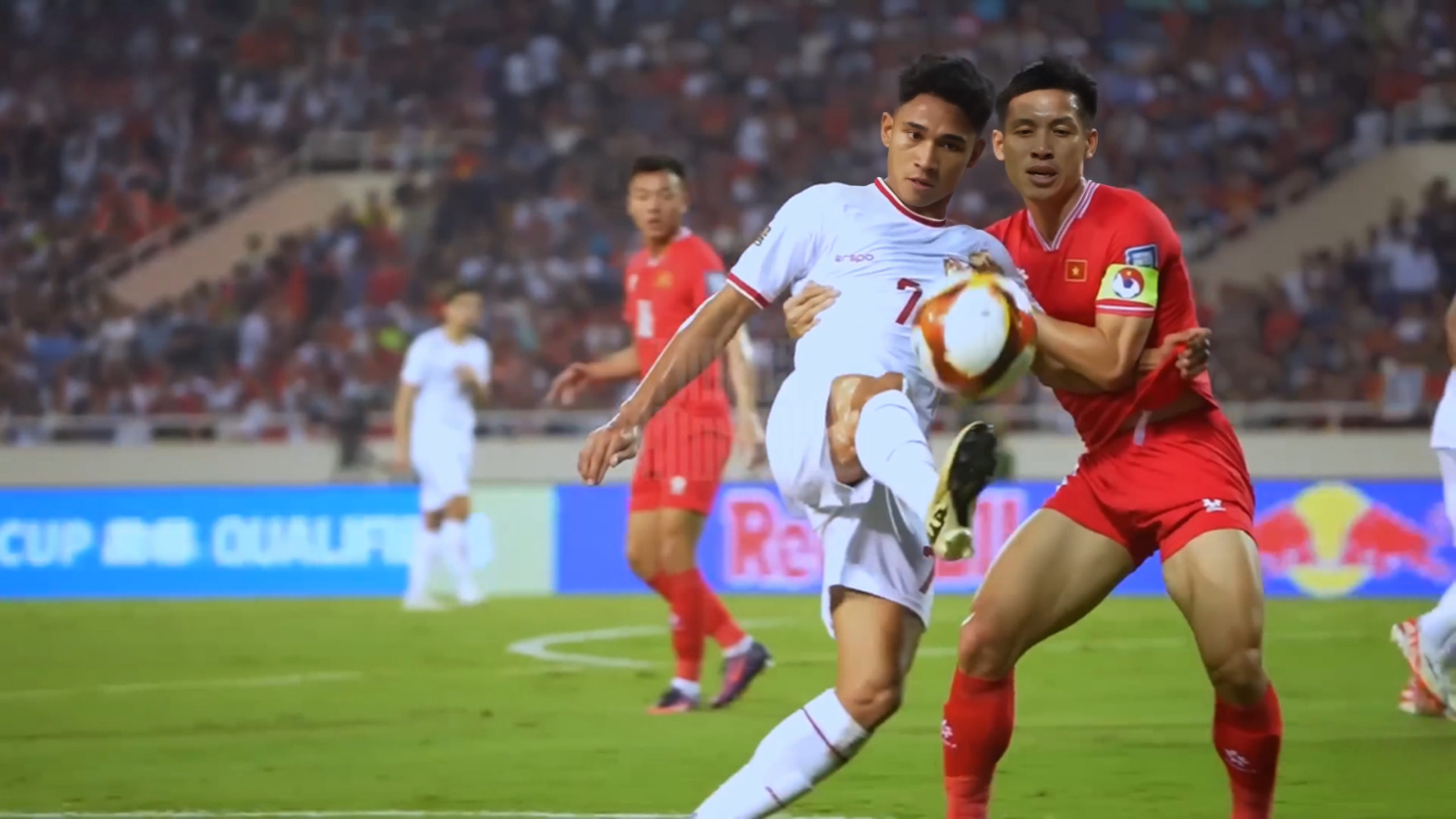
Marselino (trái) tranh bóng khi thi đấu cho Indonesia trong trận đấu với Việt Nam năm 2024

Vào ngày 14 tháng 6 năm 2022, Marselino trở thành cầu thủ trẻ nhất ghi bàn cho đội tuyển quốc gia Indonesia ở tuổi 17 năm 9 tháng (278 ngày), sau khi ghi bàn vào lưới Nepal tại vòng loại Cúp bóng đá châu Á 2023 trong chiến thắng 7–0.
Marselino được huấn luyện viên tuyển Indonesia Shin Tae-yong lần đầu triệu tập tham dự Giải vô địch bóng đá Đông Nam Á vào cuối năm 2022. Anh ghi một bàn thắng vào lưới Philippines trong giai đoạn vòng bảng Giải vô địch bóng đá Đông Nam Á 2022; bàn thắng này đã lan truyền trên mạng xã hội và thu hút sự chú ý của cầu thủ người Brazil Richarlison vì cách ăn mừng bàn thắng của Marselino tương tự cầu thủ Brazil này. Ngoài ra, ở thời điểm đó bàn thắng của Marselino giúp anh trở thành cầu thủ trẻ nhất ghi bàn tại các kỳ giải vô địch Đông Nam Á với 18 tuổi 3 tháng và 24 ngày, nhưng bị Panyavong của đội tuyển Lào phá vỡ ngay kỳ giải sau đó. Anh cũng được trao giải thưởng "Cầu thủ trẻ xuất sắc nhất giải đấu".
Vào ngày 15 tháng 1 năm 2024, Marselino ghi bàn gỡ hòa vào lưới Iraq trong trận thua 1–3 trước đối thủ này ở vòng bảng Cúp bóng đá châu Á 2023. Anh trở thành cầu thủ ghi bàn trẻ nhất mọi thời đại của đội tuyển Indonesia tại Cúp bóng đá châu Á. Vào ngày 19 tháng 11 năm 2024, Marselino lập cú đúp trong chiến thắng 2–0 trước Ả Rập Xê Út, giúp Indonesia giành chiến thắng đầu tiên trong lịch sử trước đối thủ này, và cũng là chiến thắng đầu tiên của đội tuyển Indonesia ở vòng loại thứ 3 World Cup 2026 khu vực châu Á. Anh cũng được vinh danh là cầu thủ xuất sắc nhất trận.

## Đời tư
Tên truyền thống của anh theo phong tục của người Ngada là Marselino Ferdinan Dhewa Kedhi. Mẹ của Marselino đến từ Surabaya, trong khi cha anh đến từ huyện Ngada, Đông Nusa Tenggara. Anh trải qua thời đi học ở Surabaya.
Marselino là con út trong gia đình có bốn anh chị em. Trong mùa giải Liga 1 2021–22, Oktafianus Fernando, anh trai của anh, chơi cho Persebaya Surabaya trước khi chuyển đến PSIS Semarang vào mùa giải tiếp theo.

## Thống kê sự nghiệp

### Câu lạc bộ
Tính đến ngày 21 tháng 1 năm 2025
| Câu lạc bộ          | Mùa giải            | Giải đấu            | Giải đấu | Giải đấu | Cúp  | Cúp | Châu lục | Châu lục | Khác | Khác | Tổng cộng | Tổng cộng |
| Câu lạc bộ          | Mùa giải            | Hạng đấu            | Trận     | Bàn      | Trận | Bàn | Trận     | Bàn      | Trận | Bàn  | Trận      | Bàn       |
| ------------------- | ------------------- | ------------------- | -------- | -------- | ---- | --- | -------- | -------- | ---- | ---- | --------- | --------- |
| Persebaya Surabaya  | 2021–22             | Liga 1              | 23       | 4        | —    | —   | —        | —        | 2    | 0    | 25        | 4         |
| Persebaya Surabaya  | 2022–23             | Liga 1              | 7        | 3        | —    | —   | —        | —        | 2    | 0    | 9         | 3         |
| Persebaya Surabaya  | Tổng cộng           | Tổng cộng           | 30       | 7        | 0    | 0   | —        | —        | 4    | 0    | 34        | 7         |
| Deinze              | 2022–23             | Giải hạng Nhì Bỉ    | 4        | 1        | 0    | 0   | —        | —        | 0    | 0    | 4         | 1         |
| Deinze              | 2023–24             | Giải hạng Nhì Bỉ    | 3        | 0        | 0    | 0   | —        | —        | 0    | 0    | 3         | 0         |
| Deinze              | Tổng cộng           | Tổng cộng           | 7        | 1        | 0    | 0   | —        | —        | 0    | 0    | 7         | 1         |
| Oxford United       | 2024–25             | EFL Championship    | 0        | 0        | 1    | 0   | —        | —        | 0    | 0    | 1         | 0         |
| Tổng cộng sự nghiệp | Tổng cộng sự nghiệp | Tổng cộng sự nghiệp | 37       | 8        | 1    | 0   | 0        | 0        | 5    | 2    | 43        | 10        |

Ghi chú
1. ↑  Ra sân tại Cúp Menpora
2. ↑  Ra sân tại Cúp Chủ tịch Indonesia
3. ↑  Ra sân tại Cúp FA

### Quốc tế
Tính đến ngày 21 tháng 12 năm 2024
| Đội tuyển quốc gia | Năm       | Trận | Bàn |
| ------------------ | --------- | ---- | --- |
| Indonesia          | 2022      | 9    | 1   |
| Indonesia          | 2023      | 5    | 1   |
| Indonesia          | 2024      | 21   | 3   |
| Tổng cộng          | Tổng cộng | 35   | 5   |

Bàn thắng quốc tế
Tính đến ngày 19 tháng 11 năm 2024
Tỷ số và kết quả liệt kê số bàn thắng của Indonesia trước, cột tỷ số cho biết tỷ số sau mỗi bàn thắng của Marselino.
| Số. | Ngày                 | Địa điểm                                                      | Số lần ra sân | Đối thủ     | Tỷ số | Kết quả | Giải đấu                                                          |
| --- | -------------------- | ------------------------------------------------------------- | ------------- | ----------- | ----- | ------- | ----------------------------------------------------------------- |
| 1   | 14 tháng 6 năm 2022  | Sân vận động Quốc tế Jaber Al-Ahmad, Thành phố Kuwait, Kuwait | 5             | Nepal       | 7–0   | 7–0     | Vòng loại Cúp bóng đá châu Á 2023                                 |
| 2   | 2 tháng 1 năm 2023   | Sân vận động Tưởng niệm Rizal, Manila, Philippines            | 10            | Philippines | 2–0   | 2–1     | Giải vô địch bóng đá Đông Nam Á 2022                              |
| 3   | 15 tháng 1 năm 2024  | Sân vận động Ahmad bin Ali, Al Rayyan, Qatar                  | 18            | Iraq        | 1–1   | 1–3     | Cúp bóng đá châu Á 2023                                           |
| 4   | 19 tháng 11 năm 2024 | Sân vận động Gelora Bung Karno, Jakarta, Indonesia            | 32            | Ả Rập Xê Út | 1–0   | 2–0     | Vòng loại thứ 3 Giải vô địch bóng đá thế giới 2026 khu vực châu Á |
| 5   | 19 tháng 11 năm 2024 | Sân vận động Gelora Bung Karno, Jakarta, Indonesia            | 2–0           | Ả Rập Xê Út |       |         | Vòng loại thứ 3 Giải vô địch bóng đá thế giới 2026 khu vực châu Á |

## Danh hiệu
U16 Indonesia
- Hạng ba Giải vô địch bóng đá U-15 Đông Nam Á: 2019

U23 Indonesia
- Huy chương vàng môn bóng đá nam: 2023[46]
- Huy chương đồng môn bóng đá nam: 2021[47]

Cá nhân
- Bàn thắng đẹp nhất tháng Liga 1: tháng 11 năm 2021,[48] tháng 8 năm 2022, tháng 1 năm 2023
- Cầu thủ trẻ xuất sắc nhất tháng của Liga 1: tháng 12 năm 2021,[49] tháng 1 năm 2022,[50] tháng 1 năm 2023
- Cầu thủ trẻ xuất sắc nhất Liga 1: 2021–22[51]
- Đội hình cầu thủ Indonesia tiêu biểu do APPI Indonesia bình chọn: 2021–22[52]
- Cầu thủ trẻ xuất sắc nhất do APPI Indonesia bình chọn: 2021–22
- Cầu thủ trẻ xuất sắc nhất Giải vô địch bóng đá Đông Nam Á: 2022
- Vận động viên được yêu thích nhất do Santini JebreeetMedia bình chọn: 2023[53]